# Municipio de Guadalupe Victoria (Puebla)
El municipio de Guadalupe Victoria, también denominado como Huecapan (del nahuatl: huey, calli, pa ‘grande, casa, en’‘En la casa grande’) es un de los 217 municipios que conforman al estado de Puebla, México.

## Geografía
El municipio se encuentra dentro de la región de los Llanos de San Juan. Al oriente se localiza la Sierra de Quimixtlán, así como algunos cerros aislados como el cerro de los Tetillán, Cristo Rey, El Rodeo, El Aire y Jesús. La sierra de más de 7 kilómetros de largo que va de la laguna La Preciosa, hasta el norte de la laguna de Atexcac, se alza más de 200 metros sobre el nivel del valle, y destaca el cerro Siete Cuevas, el complejo montañoso del cerro Pinto Ancho y Alto, las últimas estribaciones septentrionales del cerro Las Derrumbadas y los pequeños cerros que se levantan al suroeste y entre Nuevo Termel y la Laguna Atexcac.
| Noroeste: Tepeyahualco             | Norte: Tepeyahualco | Nordeste: Estado de Veracruz |
| Oeste: San Nicolás Buenos Aires    |                     | Este: Lafragua               |
| Suroeste: San Nicolás Buenos Aires | Sur: Tlacuilotepec  | Sureste: Lafragua            |

### Actividades Económicas
Agricultura: El municipio cuenta con cultivos de frijol, maíz, haba y trigo; en relación con las hortalizas, tenemos papas, y en cultivo forrajero encontramos alfalfa y cebada.
Ganadería: Existe una variedad en la cría de ganado como: bovino, porcino, caprino, asnal, y conejos; así como diversas aves.
Apicultura: Dentro del municipio esta actividad se viene desarrollando satisfactoriamente, lográndose con ello una producción de miel de excelentes propiedades nutricionales para la población.
Industria: El municipio de Guadalupe Victoria cuenta con herrerías, fabricación de ladrillo, block y panaderías.
Comercio: Existen diversos establecimientos de variados giros que ofrecen satisfactoriamente la población como productos alimenticios en los que encontramos: carnicerías, pollerías, abarrotes, misceláneas; así como también ropa en general y muebles para el hogar.

### Clima
| Parámetros climáticos promedio de Guadalupe Victoria | Parámetros climáticos promedio de Guadalupe Victoria | Parámetros climáticos promedio de Guadalupe Victoria | Parámetros climáticos promedio de Guadalupe Victoria | Parámetros climáticos promedio de Guadalupe Victoria | Parámetros climáticos promedio de Guadalupe Victoria | Parámetros climáticos promedio de Guadalupe Victoria | Parámetros climáticos promedio de Guadalupe Victoria | Parámetros climáticos promedio de Guadalupe Victoria | Parámetros climáticos promedio de Guadalupe Victoria | Parámetros climáticos promedio de Guadalupe Victoria | Parámetros climáticos promedio de Guadalupe Victoria | Parámetros climáticos promedio de Guadalupe Victoria | Parámetros climáticos promedio de Guadalupe Victoria |
| Mes                                                  | Ene.                                                 | Feb.                                                 | Mar.                                                 | Abr.                                                 | May.                                                 | Jun.                                                 | Jul.                                                 | Ago.                                                 | Sep.                                                 | Oct.                                                 | Nov.                                                 | Dic.                                                 | Anual                                                |
| ---------------------------------------------------- | ---------------------------------------------------- | ---------------------------------------------------- | ---------------------------------------------------- | ---------------------------------------------------- | ---------------------------------------------------- | ---------------------------------------------------- | ---------------------------------------------------- | ---------------------------------------------------- | ---------------------------------------------------- | ---------------------------------------------------- | ---------------------------------------------------- | ---------------------------------------------------- | ---------------------------------------------------- |
| Temp. máx. abs. (°C)                                 | 23.0                                                 | 23.1                                                 | 25.9                                                 | 27.2                                                 | 28.6                                                 | 26.0                                                 | 24.0                                                 | 23.6                                                 | 24.1                                                 | 24.0                                                 | 32.2                                                 | 22.8                                                 | 27.2                                                 |
| Temp. máx. media (°C)                                | 20.7                                                 | 22.0                                                 | 23.7                                                 | 24.9                                                 | 25.4                                                 | 22.8                                                 | 21.8                                                 | 22.2                                                 | 22.1                                                 | 22.3                                                 | 21.6                                                 | 20.9                                                 | 22.5                                                 |
| Temp. media (°C)                                     | 11.3                                                 | 12.9                                                 | 14.7                                                 | 16.1                                                 | 17.1                                                 | 16.0                                                 | 15.3                                                 | 15.3                                                 | 15.2                                                 | 14.1                                                 | 12.9                                                 | 12.9                                                 | 14.5                                                 |
| Temp. mín. media (°C)                                | 1.9                                                  | 3.9                                                  | 5.7                                                  | 7.3                                                  | 8.8                                                  | 9.3                                                  | 8.7                                                  | 8.4                                                  | 8.3                                                  | 5.9                                                  | 4.1                                                  | 3.3                                                  | 6.3                                                  |
| Temp. mín. abs. (°C)                                 | -0.8                                                 | 2.1                                                  | 2.6                                                  | 5.9                                                  | 7.1                                                  | 8.3                                                  | 7.8                                                  | 6.7                                                  | 7.2                                                  | 2.7                                                  | 1.1                                                  | 1.5                                                  | -0.8                                                 |
| Precipitación total (mm)                             | 8.4                                                  | 12.1                                                 | 13.3                                                 | 37.6                                                 | 62.2                                                 | 68.1                                                 | 53.8                                                 | 35.1                                                 | 74.1                                                 | 19.9                                                 | 11.3                                                 | 6.5                                                  | 402.4                                                |
| Fuente: Servicio Meteorológico Nacional              |                                                      |                                                      |                                                      |                                                      |                                                      |                                                      |                                                      |                                                      |                                                      |                                                      |                                                      |                                                      |                                                      |

## Gobierno

### Cronología de presidentes municipales
| Presidente                      | Periodo | Periodo |      |
| Presidente                      | Inicio  | Término |      |
| ------------------------------- | ------- | ------- | ---- |
| Silvino Espinoza                | 1940    | 1940    |      |
| José Nava                       | 1941    | 1942    | 1942 |
| Refugio Sánchez                 | 1943    | 1943    |      |
| Juan Martínez Guarneros         | 1944    | 1945    |      |
| Aureliano Zepeda Izquierdo      | 1946    | 1946    |      |
| Miguel Romero Betancourt        | 1947    | 1947    |      |
| Francisco Cortés Montes         | 1948    | 1951    |      |
| Alberto Vera Pérez              | 1952    | 1953    |      |
| Sofía Torres Modragón           | 1954    | 1955    |      |
| Guillermo Sánchez Torres        | 1956    | 1957    |      |
| Elías Vera Pérez                | 1958    | 1959    |      |
| Ángel González Páez             | 1960    | 1962    |      |
| Baltazar Vera Pérez             | 1963    | 1965    |      |
| Amador González Martínez        | 1966    | 1968    |      |
| Adolfo González Páez            | 1969    | 1971    |      |
| Crisóforo Cortés Lima           | 1972    | 1973    |      |
| Fausto Marín Ramírez            | 1974    | 1974    |      |
| Ramiro Reyes Gómez              | 1975    | 1977    |      |
| Rafael Flores Aguilar           | 1978    | 1980    |      |
| Fausto Marín Ramírez            | 1981    | 1983    |      |
| Jorge Romero Castillo           | 1984    | 1986    |      |
| Ángel González Paz              | 1987    | 1989    |      |
| Cayetano González Fuentes       | 1990    | 1992    |      |
| Jorge Romero Castillo           | 1993    | 1995    |      |
| Gualberto Burgos Gómez          | 1996    | 1999    |      |
| José Germán Elías Carrillo Soto | 1999    | 2001    |      |
| José Guillermo Fuentes Ortiz    | 2002    | 2005    |      |
| Gualberto Burgos Gómez          | 2005    | 2008    |      |
| José Alejandro O. Cortes Gómez  | 2008    | 2011    |      |
| Felipe Cortes Hernández         | 2011    | 2014    |      |
| Antonio Rodríguez Mendoza       | 2014    | 2017    |      |
| Aurelio Flores Solano           | 2018    | 2021    |      |
| Aurelio Flores Solano           | 2021    | 2024    |      |